# 哎咿呀
《哎咿呀》是中国内地女子组合i Me的首张EP，于2010年6月26日正式发行，共收录5首歌曲（其中一首分为两个版本）。i Me也凭借这张EP获得多个新人奖项。

## 专辑介绍
这张EP是i Me成员在韩国录制的，由内地娱乐公司天娱传媒联合韩国唱片公司DOREMI MUSIC和隶属于泰国正大集团的true fantasia共同打造。整张EP的风格以俏皮可爱为主。主打歌《哎咿呀》MV邀请了至上励合韩国成员金恩圣参与拍摄；而《友情的界限》对唱版本由至上励合队长张远与i Me共同完成，MV则是在泰国拍摄制作。同时这张EP也收录了组合成员刘美含的两首原创歌曲《我有想念》和《一直很喜欢》。
5月27日，舞曲风格的同名主打歌《哎咿呀》正式推出。6月8日，《哎咿呀》MV曝光，其中的舞蹈因独特的对手指动作被戏称为“撒娇舞”。6月30日，i Me在北京举行新闻发布会，在宣布出道的同时也正式推出这张EP。

## 歌曲
| # | 曲名                 | 长度  | 作曲           | 作词   |
| - | -------------------- | ----- | -------------- | ------ |
| 1 | 哎咿呀               | 03:21 | MASTER KEY     | 陈立志 |
| 2 | 完美世界             | 03:20 | 徐在河         | 张彰   |
| 3 | 我有想念             | 04:48 | 刘美含         | 张彰   |
| 4 | 一直很喜欢           | 03:18 | 刘美含         | 刘美含 |
| 5 | 友情的界限           | 03:15 | Park Deok Sang | 陈立志 |
| 6 | 友情的界限（对唱版） | 03:13 | Park Deok Sang | 陈立志 |

## 其他
- EP中的《哎咿呀》、《一直很喜欢》和《友情的界限》三首歌曲拍摄有MV。
- 《友情的界限》对唱版本是湖南卫视自制偶像剧《一起又看流星雨》的插曲之一。